# Тимки (Борисовський район)
Тимки (біл. вёска Цімкі) — село в складі Борисовського району Мінської області, Білорусь. Село підпорядковане Пригородницькій сільській раді, розташоване в північно-східній частині області.